# 28
28（二十八、廿八、にじゅうはち、はたや、はたちあまりやつ）は自然数、また整数において、27の次で29の前の数である。

## 性質
- 28は合成数であり、約数は 1, 2, 4, 7, 14, 28 である。
  - 約数の和は56。
  - σ(n) − n が完全数になる3番目の数である。1つ前は25、次は496。(ただしσは約数関数、オンライン整数列大辞典の数列 A237286)
  - n2 ÷ σ(n) が整数になる3番目の数である。1つ前は6、次は120。(ただしσは約数関数)(オンライン整数列大辞典の数列 A090777)
例．282 ÷ 56 = 14
  - 約数を昇順に並べて和を求めていくと自身になる4番目の数である。1つ前は24、次は496。(オンライン整数列大辞典の数列 A064510)
- 28 =  22 × (23 − 1)
  - 2番目の完全数である。1つ前は6、次は496。
    - 3番目の倍積完全数である。1つ前は6、次は120。

  - n = 2 のときの 2n−1(2n − 1) の値とみたとき1つ前は6、次は120。
  - 素数 p = 3 のときの 2p−1(2p − 1) の値とみたとき1つ前は6、次は496。(オンライン整数列大辞典の数列 A060286)
  - 28 = 4 × σ(4) (ただし σ は約数関数)
  - 28 = 7 × 22
    - n = 2 のときの 7n2 の値とみたとき1つ前は7、次は63。(オンライン整数列大辞典の数列 A033582)
    - n = 2 のときの 7 × 2n の値とみたとき1つ前は14、次は56。(オンライン整数列大辞典の数列 A005009)
    - 2つの異なる素因数の積で p2 × q の形で表せる4番目の数である。1つ前は20、次は44。(オンライン整数列大辞典の数列 A054753)

  - 28 = 7 × 4
    - n = 1 のときの 7 × 4n の値とみたとき1つ前は7、次は112。(オンライン整数列大辞典の数列 A002042)

  - 28 = 24 + 23 + 22
    - n = 2 のときの n4 + n3 + n2 の値とみたとき1つ前は3、次は117。(オンライン整数列大辞典の数列 A100019)
- 3番目の調和数である。1つ前は6、次は140。
  - 28の調和平均は3，調和平均が素数になる2番目の数である。1つ前は6、次は140。(オンライン整数列大辞典の数列 A074247)
- 3番目の原始擬似完全数である。1つ前は20、次は88。
- 28 = 1 + 2 + 3 + 4 + 5 + 6 + 7
  - 7番目の三角数である。1つ前は21、次は36。
    - n = 4 のときの n と prime(n) との積とみたとき1つ前は15、次は55。
    - 三角数が三角数になる約数の個数をもつ2番目の数である。1つ前は1、次は45。(オンライン整数列大辞典の数列 A116541)
    - 三角数が三角数になる約数の個数をもつ数の中で前の数を上回る個数をもつ2番目の数である。1つ前は1、次は496。(オンライン整数列大辞典の数列 A076172)
    - 三角数において各位の和も三角数になる7番目の数である。1つ前は21、次は55。(オンライン整数列大辞典の数列 A062099)
    - 28 = 1 + 6 + 21 = 3 + 10 + 15
      - 3つの異なる三角数の和で表せる2番目の三角数である。1つ前は10、次は45。(オンライン整数列大辞典の数列 A112353)

    - 4番目の素数番目の三角数である。1つ前は15、次は66。(オンライン整数列大辞典の数列 A034953)

  - 4番目の六角数である。1つ前は15、次は45。
28 = 4 × (2 × 4 − 1)
- 28 = 2 + 3 + 5 + 7 + 11
  - 最初からの連続素数の和で表せる5番目の数である。1つ前は17、次は41。
    - 5連続素数和とみたとき最小の数である。次は39。
- 284 + 1 = 614657 であり、n22 + 1 の形で素数を生む8番目の数である。1つ前は24、次は34。(オンライン整数列大辞典の数列 A000068)
- 九九では 4 の段で 4 × 7 = 28(ししちにじゅうはち)、7 の段で 7 × 4 = 28(しちしにじゅうはち)と 2 通りの表し方がある。
- 28番目(完全数番目)の素数は107である。1つ前の6番目は13、次の496番目は3541。(オンライン整数列大辞典の数列 A168117)
- F28 = 317811 (ただし Fn は n 番目のフィボナッチ数を表す。)
  - n = 28 のときの Fn + n で表せる317839はこの形の7番目の素数である。1つ前は9、次は33。(n の値:A175404、具体的な数:A069108)
  - n = 28 のときの Fn − n で表せる317783はこの形の5番目の素数である。1つ前は26、次は76。(n の値:A270821、具体的な数:A069109)
  - n = 28 のときの Fn + nn で表せる33145523113253374862572728253364606130547はこの形の4番目の素数である。1つ前の n の値は3。次はまだオンライン整数列大辞典には登録されていない。(オンライン整数列大辞典の数列 A098812)
- 1/28 = 0.03571428… (下線部は循環節で長さは6)
  - 逆数が循環小数になる数で循環節が6になる6番目の数である。1つ前は26、次は35。(オンライン整数列大辞典の数列 A120100)
- 各位の和が28になるハーシャッド数の最小は7588、10000までに4個ある。
- 異なる平方数の和で表せない31個の数の中で15番目の数である。1つ前は27、次は31。
- 28 = 13 + 33
  - 自然数の奇数の立方和とみたとき1つ前は1、次は153。
  - n = 3 のときの 3n + 1 の値とみたとき1つ前は10、次は82。(オンライン整数列大辞典の数列 A034472)
  - n = 3 のときの n3 + 1 の値とみたとき1つ前は9、次は65。(オンライン整数列大辞典の数列 A001093)
  - 2つの正の数の立方数の和で表せる4番目の数である。1つ前は16、次は35。(オンライン整数列大辞典の数列 A003325)
  - 異なる2つの正の数の立方数の和で表せる2番目の数である。1つ前は9、次は35。(オンライン整数列大辞典の数列 A024670)
  - 2つの正の数の立方数の和で表せる最小の三角数である。次は91。(オンライン整数列大辞典の数列 A113958)
- 約数の和が28になる数は1個ある。(12) 約数の和1個で表せる11番目の数である。1つ前は20、次は30。
- 各位の和が10になる2番目の数である。1つ前は19、次は37。
  - 偶数という条件をつけると各位の和が10になる最小の数である。
- 各位の平方和が68になる最小の数である。次は82。(オンライン整数列大辞典の数列 A003132)
  - 各位の平方和が n になる最小の数である。1つ前の67は337、次の69は128。(オンライン整数列大辞典の数列 A055016)
- 各位の立方和が520になる最小の数である。次は82。(オンライン整数列大辞典の数列 A055012)
  - 各位の立方和が n になる最小の数である。1つ前の519は222357、次の521は128。(オンライン整数列大辞典の数列 A165370)
- 28 = 12 + 12 + 12 + 52 = 12 + 32 + 32 + 32 = 22 + 22 + 22 + 42
  - 4つの平方数の和3通りで表せる最小の数である。次は42。(オンライン整数列大辞典の数列 A025359)
    - 4つの平方数の和 n 通りで表せる最小の数である。1つ前の2通りは31、次の4通りは52。(オンライン整数列大辞典の数列 A025416)
- n = 2 のときの n と n3 を並べてできる数である。1つ前は11、次は327。(オンライン整数列大辞典の数列 A061086)
- n = 2 のときの n と 4n を並べてできる数である。1つ前は14、次は312。(オンライン整数列大辞典の数列 A019552)
- 28 = 4 + 4 × 3 × 2 × 1
  - n = 4 のときの n + n(n − 1)(n − 2)(n − 3) の値とみたとき1つ前は3、次は125。(オンライン整数列大辞典の数列 A001094)
  - n = 4 のときの n! + n の値とみたとき1つ前は9、次は125。(オンライン整数列大辞典の数列 A005095)
- 28 = 52 + 22 − 12
  - n = 2 のときの 5n + 2n − 1n の値とみたとき1つ前は6、次は132。(オンライン整数列大辞典の数列 A155588)

## その他28に関連すること

### 28番目のもの
- 西暦28年
- 紀元前28年
- JIS X 0401、ISO 3166-2:JPの都道府県コードの「28」は兵庫県。
- 『鉄人28号』は横山光輝の漫画および主役ロボットの名前。28機目に作られたものであることから。
- ゆうきまさみの漫画『究極超人あ〜る』の主人公R・田中一郎は本名R28号で、成原博士の作った第28のアンドロイドである。
  - 横山の「28」はB-29爆撃機に、ゆうきの「28」は横山の漫画に由来している。
- 第28代天皇は宣化天皇である。
- 日本の第28代内閣総理大臣は若槻禮次郎である。
- 大相撲の第28代横綱は大錦大五郎である。
- アメリカ合衆国の第28代大統領はウッドロウ・ウィルソンである。
- 第28代殷の天子は文武丁である。
- 第28代周王は貞定王である。
- 第28代ローマ教皇はカイウス（在位：283年12月7日～296年4月22日）である。
- 年始（1月1日）から数えて28日目は、1月28日。
- 易占の六十四卦で第28番目の卦は、沢風大過。
- クルアーンにおける第28番目のスーラは物語である。
- アメリカ合衆国の28番目の州はテキサス州である。
- NHK神戸放送局、NHK大津放送局、山口朝日放送、琉球朝日放送のアナログ親局は 28ch。

### その他
- 原子番号 28 の元素はニッケル (Ni) である。
- 28 は、核物理学において、2, 8, 20, 50, 82, 126 と共に、原子核中の陽子、もしくは、中性子の数がこれらの数である場合、その原子核は安定しやすくなる、魔法数の一つとして知られている。
- グレゴリオ暦やユリウス暦で最短の月は平年の2月で、28日。
- 二十八宿
- 雲台二十八将は後漢の光武帝に仕えた28人の将軍。
- 徳川二十八神将は徳川家康に仕えた28人の武将。
- 法華経は8巻28品。
- コンクリートの強度を示す基準は打ち込み28日目の圧縮強度。
- 成人の頭蓋骨は舌骨を除いて28個の骨からなる。
- 人間の歯の本数は、親知らずを含めなければ28本ある。
- 二八そばとは小麦粉とそば粉の比率が 2:8 のそば。
- 映画『28日後...』と『28週後...』。
- 小説『博士の愛した数式』では、博士が完全数である 28 が背番号の（阪神タイガース在籍時）江夏豊のファンである。
- 漢詩の七言絶句は7×4＝28文字である。
- 現行制度では、大相撲の十両の定員は28人である。
- ハングルの基本字母は、訓民正音が制定された当初は28字あった。

## 符号位置
| 記号 | Unicode | JIS X 0213 | 文字参照          | 名称                       |
| ---- | ------- | ---------- | ----------------- | -------------------------- |
| ㉘   | U+3258  | 1-8-40     | &#x3258; &#12888; | CIRCLED DIGIT TWENTY EIGHT |